# 로레인 (오하이오주)

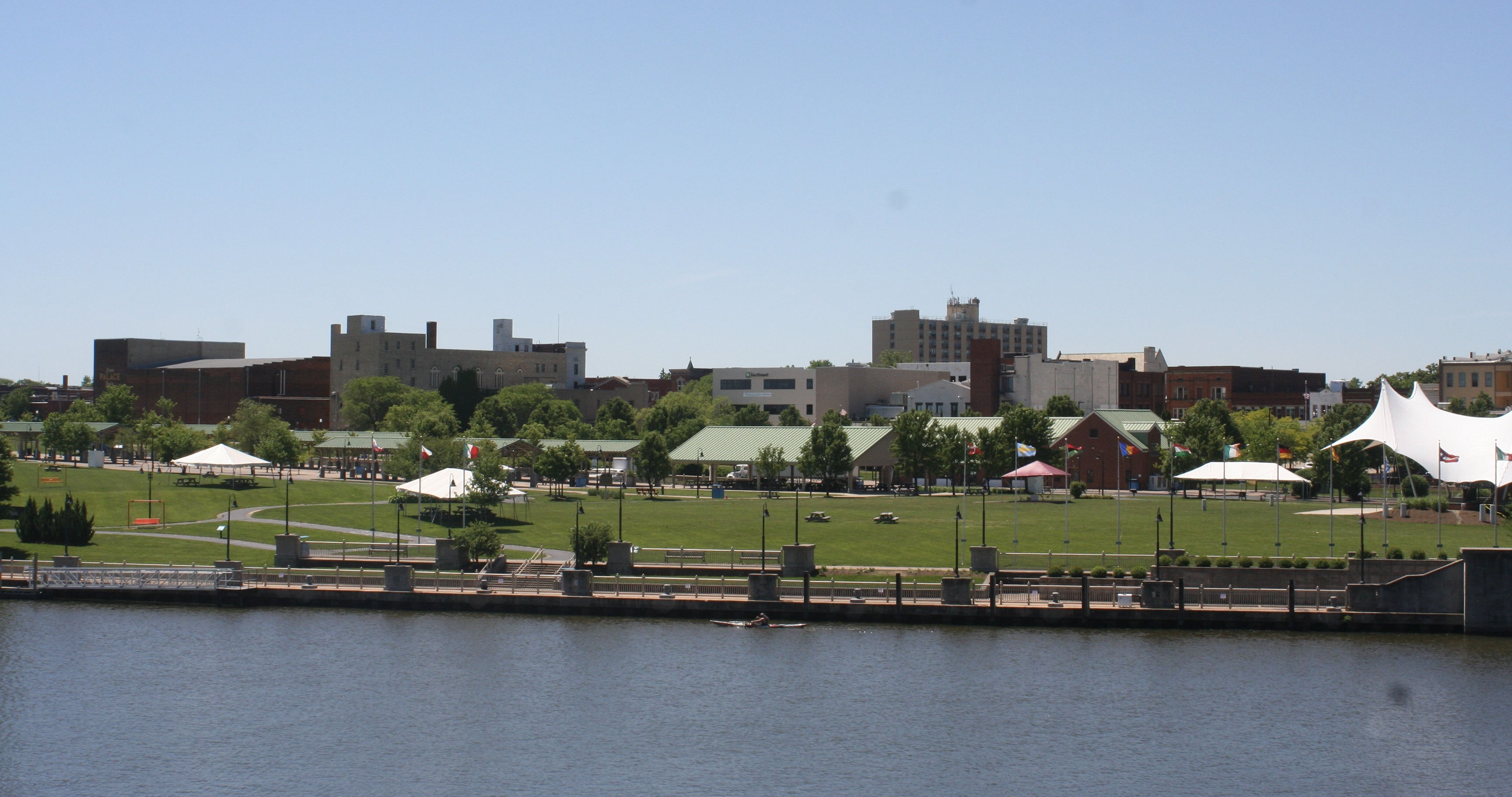
다운타운 로레인

로레인(Lorain)은 미국 오하이오주 로레인군의 도시로 로레인군 최대 도시다. 이리호의 노스이스트호에 위치해 있다. 2020년 미국 인구 조사 기준 인구 수는 65,211명이다.

## 인구
| 인구조사              | 인구   | Note | %±     |
| --------------------- | ------ | ---- | ------ |
| 1880년                | 1,595  |      | —      |
| 1890년                | 4,863  |      | 204.9% |
| 1900년                | 16,028 |      | 229.6% |
| 1910년                | 28,883 |      | 80.2%  |
| 1920년                | 37,205 |      | 28.8%  |
| 1930년                | 44,512 |      | 19.6%  |
| 1940년                | 44,125 |      | −0.9%  |
| 1950년                | 51,202 |      | 16.0%  |
| 1960년                | 68,932 |      | 34.6%  |
| 1970년                | 78,185 |      | 13.4%  |
| 1980년                | 75,416 |      | −3.5%  |
| 1990년                | 71,245 |      | −5.5%  |
| 2000년                | 68,652 |      | −3.6%  |
| 2010년                | 64,097 |      | −6.6%  |
| 2020년                | 65,211 |      | 1.7%   |
| U.S. Decennial Census |        |      |        |

## 저명한 출신
- 디미트라 알리스 - 배우
- 마사 체이스 - 유전학자
- 어니스트 킹 - 미국 함대전력사령부 해군작전부장
- 토니 모리슨 - 노벨상 수상자
- 돈 노벨로 - 코미디언